# Balantiocheilos melanopterus
Balantiocheilos melanopterus је зракоперка из реда Cypriniformes.

## Угроженост
Ова врста се сматра угроженом.

## Распрострањење
Ареал врсте је ограничен на мањи број држава. 
Врста има станиште у Тајланду, Малезији и Индонезији.

## Станиште
Станиште врсте су слатководна подручја.